# Klara Myrén
Klara Myrén, född 25 maj 1991 i Gustafs församling, Säter i Dalarna, är en svensk före detta ishockeyspelare som tidigare spelade i Leksands IF:s damlag. Hon slutade i Leksand i samband med att hon 2011 fick ett fyraårigt stipendium om att studera vid University of Vermont, samtidigt som hon spelade för Vermont Catamounts damishockeylag. 
Hon debuterade i Damkronorna och i damjuniorlandslaget 2006. Hon har deltagit i flera mästerskap, bland annat vinter-OS i Vancouver 2010. Myren har tidigare i sin karriär spelat i Säters IF[källa behövs], Borlänge HF:s U16-lag och Brynäs IF:s damlag. Hennes position är forward och hon är högerskytt.
I februari 2015 meddelade Myrén att hon avslutade sin ishockeykarriär.
Under säsongen 2019-2020 spelade Myrén ett år med Falu IF:s damlag i division 2. På 10 matcher blev det 38 mål.

## Klubbar
- Borlänge HF
- Brynäs IF, 2004–2005
- Leksands IF, 2006–2011
- Vermont Catamounts, 2011–2015
- Falu IF, 2019–2020, 2021-2022